# Alliance Redwood
Alliance Redwood es un área no incorporada ubicada en el condado de Sonoma en el estado estadounidense de California.

## Geografía
Alliance Redwood se encuentra ubicada en las coordenadas 38°26′2″N 122°58′23″O / 38.43389, -122.97306.